# Transport ferroviaire en Arabie saoudite
Le transport ferroviaire en Arabie saoudite est constitué de trois réseaux non connectés entre eux. Il est géré par deux compagnies publiques, la Saudi Railways Organization (SRO), créée en 1949 et la Saudi Railway Company (SAR) créée en 2006. Le réseau comporte environ 3 700 km de lignes, toutes à écartement standard.

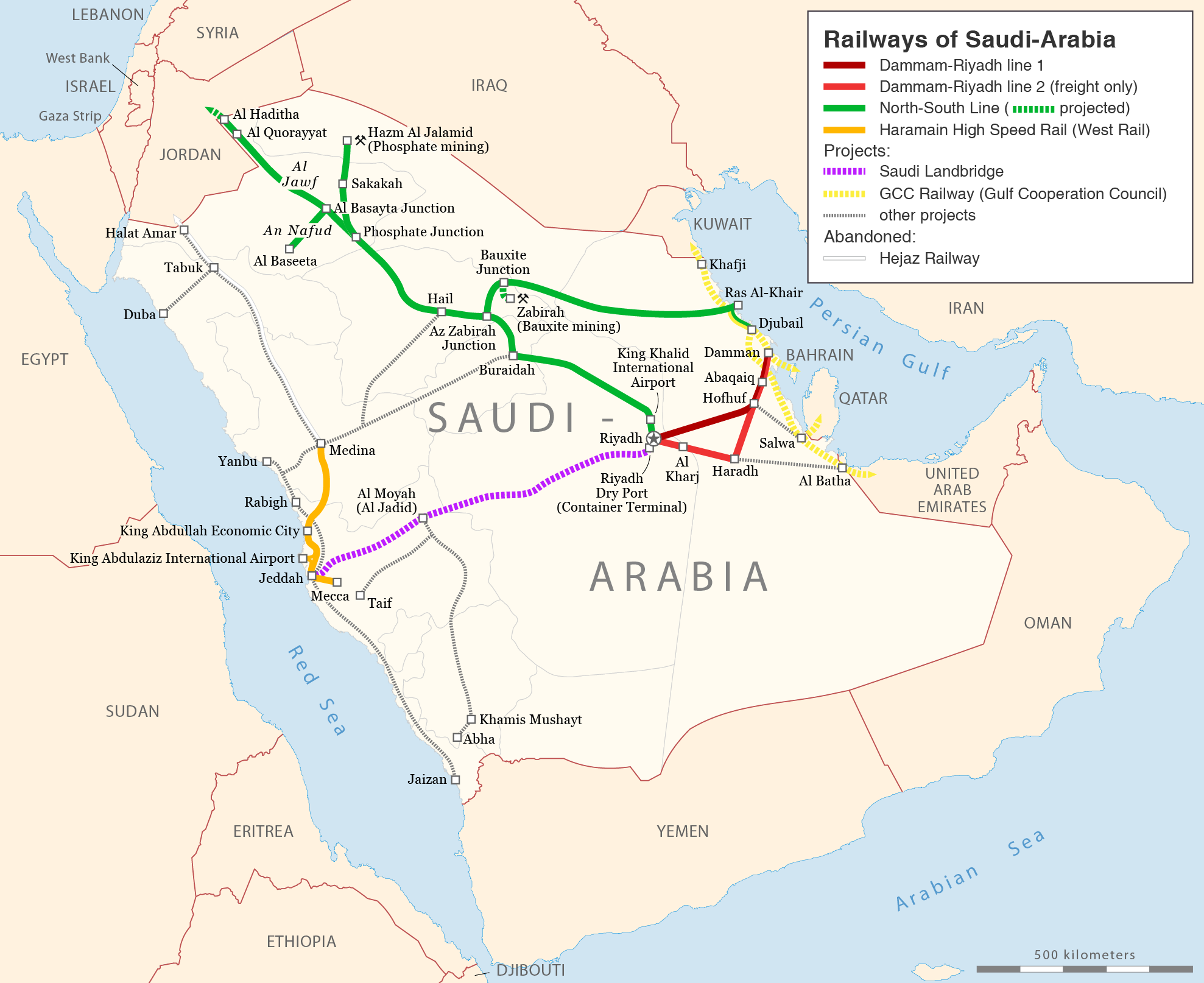
Réseau existant et projets.

## Situation actuelle

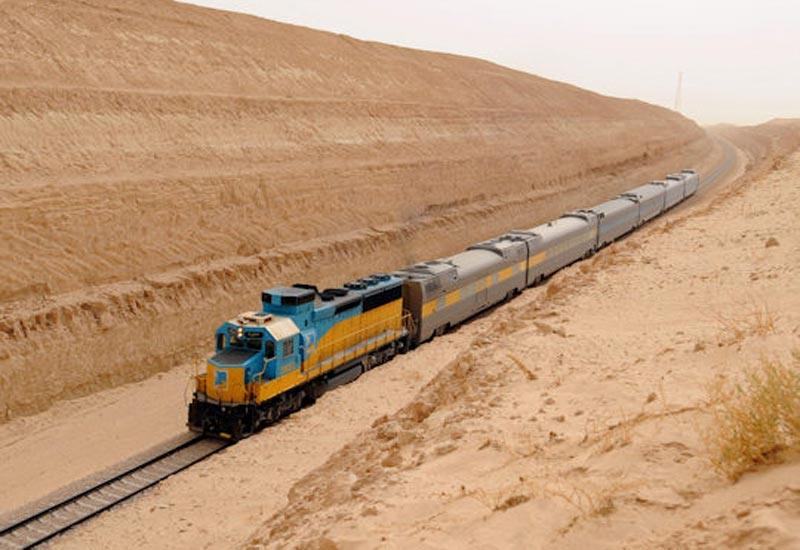
Train de voyageurs sur la ligne de Dammam à Riyad.

Le réseau est constitué de trois groupes de lignes non connectées entre elles.
- La ligne de Dammam à Riyad : Exploitée par la SRO, elle est en fait constituée de deux lignes, l'une (la ligne 1) affectée au transport de voyageurs longue de 449 km[1] et l'autre (la ligne 2) affectée au fret, longue de 556 km[2]. Ces deux lignes sont non électrifiées (traction diesel). Elles sont parfois installées sur la même plate-forme, mais restent chacune destinée à leur trafic respectif. La ligne destinée au fret a été inaugurée le 20 octobre 1951 par le roi Ibn Séoud[3],[4] et celle pour les voyageurs fonctionne depuis 1981.
- La ligne de Riyad à Gurayat et la ligne nord sud : exploitées par la SAR, elles sont en service depuis 2013 pour le fret et depuis 2017[5] pour le transport de voyageurs entre Riyad et la gare de Al-Jouf (située à 50 km au sud-ouest de Sakaka). La ligne destinée aux voyageurs est longue de 421 km. Les différentes lignes et antennes pour le fret cumulent 1 805 km. Elle relient les mines de bauxite et de phosphate, au nord, et la côte du golfe Persique, au sud-est[6]. Cette ligne est équipée intégralement du système de sécurité ferroviaire ETCS dans sa deuxième version, ce qui en fait la plus longue ligne équipée de ce système au monde[7].
- La LGV Haramain, ligne électrifiée à grande vitesse longue de 449 km, relie La Mecque et Médine via Djeddah. Elle a été mise en service en 2018 et est exploitée par la SRO.

## Historique

### Chemin de fer du Hedjaz
Le Chemin de fer du Hedjaz reliait Damas en Syrie à Médine. La ligne fut mise en service en 1908 et endommagée pendant la Première Guerre mondiale (lors de la Révolte arabe, à laquelle participa Lawrence d’Arabie). Après l'éclatement de l'empire ottoman, le chemin de fer du Hedjaz ne fut jamais remis en exploitation en Arabie saoudite.

### Chronologie
- 1949 : Création des Saudi Railways Organization (SRO), entreprise publique nationale
- 1951 : Ouverture de la ligne fret de Dammam à Riyad
- 1981 : Ouverture de la ligne affectée au transport de voyageurs de Dammam et Riyad
- 2006 : Création de la Saudi Railway Company (SAR) entreprise publique nationale
- 2011 : ouverture des lignes fret de la SAR
- 2017 : ouverture au trafic voyageur de la ligne Riyad - Al-Jouf

## Projets
- Il existe un projet de ligne à voie unique principalement destinée au fret, mais utilisée également par des trains de voyageurs, et reliant Riyad et Djeddah, pour une longueur de 950 km, le Saudi Landbridge Project.

- L'Arabie saoudite prend également une part importante dans le projet de la Gulf Railway, une ligne ferroviaire longeant les côtes occidentales du golfe Persique, et impliquant les cinq autres états du Conseil de coopération du Golfe. Cette ligne reliera entre elles toutes les capitales et autres villes importantes de la région, allant de Koweït à Mascate, en passant par Dammam, Manama (via la chaussée du roi Fahd), Doha, Abou Dhabi et Dubaï. Cette liaison étant susceptible d'être prolongée vers le port omanais de Salalah[8].